# Тичок
Тичо́к — село в Україні, у Добротвірській селищній громаді Шептицького району Львівської області. Населення становить 65 осіб.

## Історія
Село засноване 1644 року.
З 12 червня 2020 року село у складі Добротвірської селищної громади.
17 липня 2020 року, в результаті адміністративно-територіальної реформи та ліквідації Кам'янка-Бузького району, село увійшло до складу Червоноградського (Шептицького) району.
16 серпня 2022 року в селі Тичок перейменована остання на Львівщині вулиця, яка мала назву на честь російської космонавтки, «єдинороски» Валентини Терешкової. Рішення про перейменування було ухвалено на сесії Добротвірської селищної ради. Відтепер вона має назву — вулиця Маркіяна Марисюка. Загалом у Львівській області було шість вулиць імені Валентини Терешкової.